# Louis Charles Thibon
Louis Charles Thibon (Nemours, 20 décembre 1761 - Paris, 10 septembre 1837), baron d'Empire, est un banquier français qui fut régent puis premier sous-gouverneur de la Banque de France.

## Biographie
Petit-fils de tanneur et fils d'un épicier établis à Nemours, Louis Charles Thibon épouse en 1780 la fille d'un maître imprimeur, Marie Oger, qui meurt en 1784.
En 1792, à Paris, il épouse Louise Lucie Despagne, fille du négociant-banquier Louis Despagne.
Thibon est nommé régent de la Banque de France le 17 octobre 1801 en remplacement de Joseph Hugues-Lagarde. Il occupe le huitième fauteuil jusqu'au 28 avril 1806, date du décret signé par l'Empereur qui pousse personnellement le conseil de régence à le prendre comme premier sous-gouverneur de l'institution, contre la candidature de Vital Roux.
Après la bataille de Paris, le 30 mars 1814, le gouverneur François Jaubert quitte la capitale et c'est Thibon qui préside le conseil de régence : le 31 mars, il reçoit l'assurance de la part du tsar Alexandre que ses troupes occupantes ne pilleront pas la Banque.
Thibon, qui loge un temps rue de la Vrillière, conserve son poste de sous-gouverneur jusqu'au 3 décembre 1833, date à laquelle il est remplacé par Jean-Élie Gautier.
Vers 1818, il sert d'homme d'affaires à Cambacérès, l'un des hommes les plus riches de France, et ce, jusqu'en 1824. L'un de ses filles, Louise Anne Alexandrine (1799-1883), épouse le neveu de Cambacérès la même année.
Thibon meurt le 17 septembre 1837 à Paris puis est inhumé au cimetière du Père-Lachaise (39e division).
Après sa mort, un inventaire laisse apparaître une fortune évaluée à plus de deux millions de francs, composée essentiellement de biens immobiliers.

## Titres et honneurs
- Baron d'Empire par lettres patentes du 9 septembre 1810.
- Membre du conseil général de la Seine.
- Administrateur de la 4e légion de la Garde nationale de Paris.
- Chevalier de la Légion d'honneur le 23 juin 1820 puis officier le 1er janvier 1834[5].